# Арша (село)
Арша (груз. არშა) — село в Грузии, на территории Казбегского муниципалитета края (мхаре) Мцхета-Мтианети.

## География
Село находится в северо-восточной части Грузии, на правом берегу реки Терек, на расстоянии приблизительно 4 километров (по прямой) к юго-западу от посёлка городского типа Степанцминда, административного центра муниципалитета. Абсолютная высота — 1805 метров над уровнем моря.

## Население
По результатам официальной переписи населения 2014 года в Арше проживало 440 человек (230 мужчин и 210 женщин). В национальной структуре населения грузины составляли 99,5 %.
| Год  | Население, человек |
| ---- | ------------------ |
| 2002 | 565                |
| 2014 | ↘ 440              |